# Betung Bedarah Barat
Betung Bedarah Barat is een bestuurslaag in het regentschap Tebo van de provincie Jambi, Indonesië. Betung Bedarah Barat telt 2235 inwoners (volkstelling 2010).